# Андреев, Алексей Алексеевич
Алексе́й Алексе́евич Андре́ев (6 октября 1925, Ленинград — 9 февраля 1987, Ленинград) — заточник-инструментальщик головного завода «Красная заря» в Ленинграде. В 1971 году за выполнение пятилетнего плана и создание новой техники получил звание Героя Социалистического Труда и орден Ленина.

## Биография
Алексей Алексеевич родился 6 октября 1925 года в Ленинграде. С 1941 по 1942 год строил оборонительные сооружения. В 1943 году призван в Красную армию. После демобилизации стал работать на заводе «Красная заря» строгальщиком. После того, как Алексей Алексеевич освоился на новой работе, ему предложили затачивать инструменты. За проделанную работу в 1959—1965 годах получил Орден Красного Знамени.
Указом Президиума Верховного Совета СССР от 26 апреля 1971 года Алексей Алексеевич получил звание Героя Социалистического Труда и орден Ленина за выполнение пятилетнего плана и создание новой техники. В дальнейшем обучал других новичков и давал им практические знания, ездил в Польскую Народную Республику передавать свой опыт. Избирался выборгским райкомом КПСС, с 1980 года ушёл на пенсию, до своей смерти 9 февраля 1987 года проживал в Ленинграде.

## Награды
- Орден Трудового Красного Знамени (1965)
- Герой Социалистического труда (1971)
- Орден Ленина (1971)